# Trimmer (nautique)
Pour les articles homonymes, voir Trimmer.
Le trimmer est un aileron mobile fixé sur le bord de fuite d'une quille de bateau destiné à améliorer la portance aux allure de près en diminuant la dérive.
Cet accessoire fut adjoint dans les années 1970 à des bateaux de régate, tels le Samouraï, l'Aïkido,le Cognac ou l'Armagnac. Le Pen Duick V d'Éric Tabarly en fut aussi équipé. Cependant il fut ensuite supprimé, la jauge le pénalisant trop par rapport au gain en performances.